# Paramelomys
Paramelomys és un gènere de rosegadors de la família dels múrids. Les espècies d'aquest grup són oriündes de Nova Guinea. Tenen una llargada de cap a gropa de 9–18 cm. El seu pelatge dorsal és marronós, mentre que el ventral va des d'un color blanquinós fins al marró clar. El seu hàbitat natural són els boscos situats a altituds de fins a 3.000 msnm.